# Hackelia coerulescens
Hackelia coerulescens là loài thực vật có hoa trong họ Mồ hôi. Loài này được (Rydb.) Brand mô tả khoa học đầu tiên năm 1931.